# Saison 4 de Private Practice
Chronologie
Saison 3 Saison 5
Cet article présente le guide des épisodes de la quatrième saison de la série télévisée Private Practice.

## Distribution de la saison

### Acteurs principaux
- Kate Walsh (VF : Anne Deleuze) : Addison Montgomery (20/22)
- Tim Daly (VF: Bruno Choël) : Pete Wilder (22/22)
- Audra McDonald (VF: Isabelle Ganz) : Naomi Bennett (13/22)
- Paul Adelstein (VF: Boris Rehlinger) : Cooper Freedman (22/22)
- KaDee Strickland (VF: Laurence Bréheret) : Charlotte King (22/22)
- Brian Benben (VF: Constantin Pappas) : Sheldon Wallace (22/22)
- Caterina Scorsone (VF: Élisabeth Ventura) : Amelia Shepherd (22/22)
- Taye Diggs (VF: Bruno Dubernat) : Sam Bennett (22/22)
- Amy Brenneman (VF: Veronique Augereau) : Violet Turner (20/22)

## Épisodes

### Épisode 1:Deuxième Essai
- États-Unis /  Canada : 23 septembre 2010 sur ABC / /A\[1]
- Suisse : 4 septembre 2011 sur TSR1
- France : 19 août 2012 sur France 2
- Québec : 10 février 2014 sur Moi & Cie Télé
- Belgique : sur RTL-TVI

- États-Unis : 9,02 millions de téléspectateurs[2]
- France : 1,69 million de téléspectateurs[3] (première diffusion)

- Currie Graham (Russell)
- French Stewart (Kevin)
- Shane Johnson (Dave)
- Katie Lowes (Kira)
- Stephen Lunsford (Dink)
- Porter Kelly (Sharon)
- Jensen LeFlore (Josh)

### Épisode 2:Traitement de choc
- États-Unis : 30 septembre 2010 sur ABC
- Suisse : 4 septembre 2011 sur TSR1
- France : 19 août 2012 sur France 2
- Québec : 17 février 2014 sur Moi & Cie Télé

- États-Unis : 7,93 millions de téléspectateurs[4] (première diffusion)
- France : 1,77 million de téléspectateurs[3] (première diffusion)

- Justine Bateman (Sydney)
- Currie Graham (Russell)
- French Stewart (Kevin)
- Shane Johnson (Dave)
- Katie Lowes (Kira)
- Stephen Lunsford (Dink)
- Darryl Stephens (Jane)

### Épisode 3:Complexe de supériorité
- États-Unis : 7 octobre 2010 sur ABC
- Suisse : 18 septembre 2011 sur TSR1
- France : 19 août 2012 sur France 2
- Québec : 24 février 2014 sur Moi & Cie Télé

- États-Unis : 7,90 millions de téléspectateurs[5]
- France : 1,89 million de téléspectateurs[3] (première diffusion)

- James Remar (Gibby)
- David Grant Wright (Troy)
- Greg Ainsworth (Bob Yates)
- Preston Flagg (Alex)
- Tom Virtue (Dr. Warren)
- William Christopher Stephens (Bill)
- Alice Lo (Suchin)
- Raymond Ma (Kwan)
- Tessa Munro (Dr. Campbell)
- Matthew Lenhart (O.R. nurse)

### Épisode 4:Trouver sa place
- États-Unis : 14 octobre 2010 sur ABC
- Suisse : 18 septembre 2011 sur TSR1
- France : 19 août 2012 sur France 2
- Québec : 3 mars 2014 sur Moi & Cie Télé

- États-Unis : 8,07 millions de téléspectateurs[6]
- France : 1,77 million de téléspectateurs[3] (première diffusion)

- Romy Rosemont (Jackie)
- J. Rene Peña (Gladys)
- Angela Pierce (Monica)
- Hailey Sole (Betsey)
- Benjamin Bryan (Kenny)
- Rupak Ginn (Steven)
- Mei Melancon (Elena Stone)

### Épisode 5:Dedans dehors
- États-Unis : 21 octobre 2010 sur ABC
- Suisse : 2 octobre 2011 sur TSR1
- France : 26 août 2012 sur France 2
- Québec : 10 mars 2014 sur Moi & Cie Télé

- États-Unis : 7,66 millions de téléspectateurs[7]
- France : 2,09 millions de téléspectateurs[8] (première diffusion)

- Cristian de la Fuente (Dr. Rodriguez)
- Linara Washington (Tracy)
- Michael James Thompson (Board Member)
- Albert Hall (Lewis)
- David Giuntoli (Daniel)
- Fatimah Hassan (Docteur)

### Épisode 6:À tort ou à raison
- États-Unis : 28 octobre 2010 sur ABC
- Suisse : 2 octobre 2011 sur TSR1
- France : 26 août 2012 sur France 2
- Québec : 17 mars 2014 sur Moi & Cie Télé

- États-Unis : 7,68 millions de téléspectateurs[9]
- France : 2,13 millions de téléspectateurs[8] (première diffusion)

- Nicholas Brendon (Lee McHenry)
- Christopher Boyer (Grant Murphy)
- Rockmond Dunbar (Jacob Deever)
- Angela Rawna (Angela Deever)
- Larry Sullivan (Bob Schwartz)
- Daniel Kash (Officier Hanson)

### Épisode 7:Cauchemar
- États-Unis : 4 novembre 2010 sur ABC
- Suisse : 9 octobre 2011 sur TSR1
- France : 26 août 2012 sur France 2
- Québec : 24 mars 2014 sur Moi & Cie Télé

- États-Unis : 10,18 millions de téléspectateurs[10]
- France : 2,12 millions de téléspectateurs[8] (première diffusion)

- Nicholas Brendon (Lee McHenry)

### Épisode 8:Silence et Conséquences
- États-Unis : 11 novembre 2010 sur ABC
- Suisse : 9 octobre 2011 sur TSR1
- France : 26 août 2012 sur France 2
- Québec : 31 mars 2014 sur Moi & Cie Télé

- États-Unis : 8,21 millions de téléspectateurs[11]
- France : 1,94 million de téléspectateurs[8] (première diffusion)

- Geoffrey Rivas (Diego)
- Blue Deckert (Détective Price)
- Lisa Waltz (Rachel)
- Michael Badalucco (Nick)
- Conni Marie Brazelton (Juge Hansen)
- Grace Matias (Infirmière)
- Harrison S. Miller (Carlos)
- Fatimah Hassan (Docteur)
- Samantha Sloyan (Infirmière)
- Danièle Watts (Lola)

### Épisode 9:Confrontations
- États-Unis : 18 novembre 2010 sur ABC
- Suisse : 16 octobre 2011 sur TSR1
- France : 1er juillet 2013 sur France 2
- Québec : 7 avril 2014 sur Moi & Cie Télé

- États-Unis : 8,01 millions de téléspectateurs[12] (Première diffusion)
- France : 900 000 téléspectateurs[13] (première diffusion)

- Nicholas Brendon (Lee McHenry)
- Allie Grant (Julie)
- Louise Fletcher (Frances Wilder)
- Kyle Secor (Adam Wilder)

### Épisode 10:Tout à perdre
- États-Unis : 2 décembre 2010 sur ABC
- Suisse : 16 octobre 2011 sur TSR1
- France : 1er juillet 2013 sur France 2
- Québec : 14 avril 2014 sur Moi & Cie Télé

- États-Unis : 7,90 millions de téléspectateurs[14] (première diffusion)
- France : 600 000 téléspectateurs[13] (première diffusion)

- Gaby Hoffmann (Emily)
- Brett DelBuono (Justin)
- Ann Cusack (Susan Grant)

### Épisode 11:Reconnaissances
- États-Unis : 6 janvier 2011 sur ABC
- Suisse : 23 octobre 2011 sur TSR1
- France : 8 juillet 2013 sur France 2
- Québec : 21 avril 2014 sur Moi & Cie Télé

- États-Unis : 7,67 millions de téléspectateurs[15] (première diffusion)
- France : 900 000 téléspectateurs[16] (première diffusion)

- JoBeth Williams (Bizzy Montgomery)
- Ann Cusack (Susan Grant)
- Cristian de la Fuente (Dr. Rodriguez)
- Tara Summers (Janel Chase)

### Épisode 12:Le Mariage
- États-Unis : 3 février 2011 sur ABC
- Suisse : 23 octobre 2011 sur TSR1
- France : 8 juillet 2013 sur France 2
- Québec : 28 avril 2014 sur Moi & Cie Télé

- États-Unis : 7,05 millions de téléspectateurs[17] (première diffusion)
- France : 700 000 téléspectateurs[16] (première diffusion)

- Cristian de la Fuente (Dr. Rodriguez)
- Ann Cusack (Susan Grant)
- JoBeth Williams (Bizzy Montgomery)

### Épisode 13:Amour aveugle
- États-Unis : 10 février 2011 sur ABC
- Suisse : 30 octobre 2011 sur TSR1
- France : 15 juillet 2013 sur France 2
- Québec : 5 mai 2014 sur Moi & Cie Télé

- États-Unis : 7,26 millions de téléspectateurs[18] (première diffusion)
- France : 700 000 téléspectateurs[19] (première diffusion)

- Annette O'Toole (Janet)
- Cristian de la Fuente (Dr. Rodriguez)
- Ann Cusack (Susan Grant)
- JoBeth Williams (Bizzy Montgomery)
- Nicholas Brendon (Lee McHenry)

### Épisode 14:Retour à la terre
- États-Unis : 17 février 2011 sur ABC
- Suisse : 30 octobre 2011 sur TSR1
- France : 15 juillet 2013 sur France 2
- Québec : 12 mai 2014 sur Moi & Cie Télé

- États-Unis : 6,73 millions de téléspectateurs[20] (première diffusion)
- France : 700 000 téléspectateurs[19] (première diffusion)

- JoBeth Williams (Bizzy Montgomery)
- Stephen Collins (Captaine Montgomery)
- Todd Stashwick (Brett)
- Paula Malcomson (Hillary)
- Roxanne Hart (Ellen)
- Grant Show (Archer)

### Épisode 15:Deux pas en arrière
- États-Unis : 24 février 2011 sur ABC
- Suisse : 6 novembre 2011 sur TSR1
- France : 22 juillet 2013 sur France 2
- Québec : 19 mai 2014 sur Moi & Cie Télé

- États-Unis : 6,44 millions de téléspectateurs[21] (première diffusion)
- France : 500 000 téléspectateurs[19] (première diffusion)

- Liza Weil (Andi)
- Helen Slater (Erin)
- Jennifer Aspen (Lara)

### Épisode 16:Baiser d'adieu
- États-Unis : 17 mars 2011 sur ABC
- Suisse : 6 novembre 2011 sur TSR1
- France : 23 juillet 2013 sur France 2
- Québec : 26 mai 2014 sur Moi & Cie Télé

- États-Unis : 5,97 millions de téléspectateurs[22] (première diffusion)
- France : 500 000 téléspectateurs[19] (première diffusion)

- David Eigenberg (Frank)
- Amy Pietz (Isabelle)
- Sydney Tamiia Poitier (Michelle)
- Michael Patrick Thornton (Dr. Gabriel Fife)

### Épisode 17:Dépasser les limites
- États-Unis : 24 mars 2011 sur ABC
- Suisse : 20 novembre 2011 sur TSR1
- France : 29 juillet 2013 sur France 2
- Québec : 2 juin 2014 sur Moi & Cie Télé

- États-Unis : 7,93 millions de téléspectateurs[23]

- Alex Kingston (Marla)
- Kenneth Mitchell (Elliott)
- Devon Odessa (Claudine)

### Épisode 18:Accords et Désaccords
- États-Unis : 31 mars 2011 sur ABC
- Suisse : 20 novembre 2011 sur TSR1
- France : 30 juillet 2013 sur France 2
- Québec : 9 juin 2014 sur Moi & Cie Télé

- États-Unis : 7,35 millions de téléspectateurs[24]

- Vanessa Marano (Casey)
- Louise Fletcher (Frances Wilder)
- Alex Kingston (Marla Thomkins)
- Kyle Secor (Adam Wilder)

### Épisode 19:Ce qu'il nous reste
- États-Unis : 28 avril 2011 sur ABC
- Suisse : 4 décembre 2011 sur TSR1
- France : 5 août 2013 sur France 2
- Québec : 16 juin 2014 sur Moi & Cie Télé

- États-Unis : 6,68 millions de téléspectateurs[25]

- Amanda Foreman (Katie Kent)
- Chandra West (Val)
- Gabriel Olds (Gary Woodward)

### Épisode 20:Mises au ban
- États-Unis : 5 mai 2011 sur ABC
- Suisse : 4 décembre 2011 sur TSR1
- France : 6 août 2013 sur France 2
- Québec : 23 juin 2014 sur Moi & Cie Télé

- États-Unis : 6,89 millions de téléspectateurs[26]

- Eileen Ryan (Marion)
- Michael Patrick Thornton (Dr. Gabriel Fife)

### Épisode 21:L'Enfant roi
- États-Unis : 12 mai 2011 sur ABC
- Suisse : 11 décembre 2011 sur TSR1
- France : 12 août 2013 sur France 2
- Québec : 30 juin 2014 sur Moi & Cie Télé

- États-Unis : 7,27 millions de téléspectateurs[27]

- Michael Patrick Thornton (Dr. Gabriel Fife)

### Épisode 22:Quelque chose doit changer
- États-Unis : 19 mai 2011 sur ABC
- Suisse : 11 décembre 2011 sur TSR1
- France : 13 août 2013 sur France 2
- Québec : 7 juillet 2014 sur Moi & Cie Télé

- États-Unis : 7,45 millions de téléspectateurs[28]

- Benjamin Bratt (Connor)
- Michael Patrick Thornton (Dr. Gabriel Fife)
- Hailey Sole (Betsey Parker)

## Audiences

### Audiences aux États-Unis
| Épisode | Titre en français          | Titre original                                | Chaîne | Date de diffusion originale | Audiences | Pdm d'audiences globales |
| ------- | -------------------------- | --------------------------------------------- | ------ | --------------------------- | --------- | ------------------------ |
| 4x01    | Deuxième essai             | Take Two                                      | ABC    | 23 septembre 2010           | 9.02      | 3.2/9                    |
| 4x02    | Traitement de choc         | Short Cuts                                    | ABC    | 30 septembre 2010           | 7.93      | 2.8/8                    |
| 4x03    | Complexe de supériorité    | Playing God                                   | ABC    | 7 octobre 2010              | 7.90      | 2.9/8                    |
| 4x04    | Trouver sa place           | A Better Place to Be                          | ABC    | 14 octobre 2010             | 8.07      | 3.0/9                    |
| 4x05    | Dedans dehors              | In or Out                                     | ABC    | 21 octobre 2010             | 7.66      | 2.7/8                    |
| 4x06    | À tort ou à raison         | All in the Family                             | ABC    | 28 octobre 2010             | 7.68      | 2.7/8                    |
| 4x07    | Cauchemar                  | Did You Hear What Happened to Charlotte King? | ABC    | 4 novembre 2010             | 10.18     | 3.9/11                   |
| 4x08    | Silence et conséquences    | What Happens Next                             | ABC    | 11 novembre 2010            | 8.21      | 2.9/8                    |
| 4x09    | Confrontations             | Can't Find My Way Back Home                   | ABC    | 18 novembre 2010            | 8.01      | 2.9/9                    |
| 4x10    | Tout à perdre              | Just Lose It                                  | ABC    | 2 décembre 2010             | 7.90      | 2.8/8                    |
| 4x11    | Reconnaissances            | If You Don't Know Me By Now                   | ABC    | 6 janvier 2011              | 8.17      | 2.7/8                    |
| 4x12    | Le Mariage                 | Heaven Can Wait                               | ABC    | 3 février 2011              | 7.05      | 2.5/7                    |
| 4x13    | Amour aveugle              | Blind Love                                    | ABC    | 10 février 2011             | 7.26      | 2.6/7                    |
| 4x14    | Retour à la terre          | Home Again                                    | ABC    | 17 février 2011             | 6.73      | 2.3/7                    |
| 4x15    | Droit en arrière           | Two Steps Back                                | ABC    | 24 février 2011             | 6.44      | 2.3/7                    |
| 4x16    | Baiser d'adieu             | Love and Lies                                 | ABC    | 17 mars 2011                | 5.97      | 1.9/6                    |
| 4x17    | Un pas de trop             | A Step Too Far                                | ABC    | 24 mars 2011                | 7.93      | 2.6/7                    |
| 4x18    | La musique des silences    | The Hardest Part                              | ABC    | 31 mars 2011                | 7.35      | 2.7/7                    |
| 4x19    | Ce qu'il nous reste        | What We Have Here...                          | ABC    | 28 avril 2011               | 6.68      | 2.2/6                    |
| 4x20    | Mises au ban               | Something Old, Something New                  | ABC    | 5 mai 2011                  | 6.89      | 2.3/6                    |
| 4x21    | L'Enfant roi               | God Bless the Child                           | ABC    | 12 mai 2011                 | 7.27      | 2.3/6                    |
| 4x22    | Quelque chose doit changer | ..To Change the Things I Can                  | ABC    | 19 mai 2011                 | 7.45      | 2.5/7                    |

### Audiences en France
| Épisode | Titre en français          | Titre original                                | Chaîne   | Date de diffusion originale | Audiences | Pdm sur les 4 ans et + |
| ------- | -------------------------- | --------------------------------------------- | -------- | --------------------------- | --------- | ---------------------- |
| 4x01    | Deuxième essai             | Take Two                                      | France 2 | 19 août 2012                | 1.62      | 9,2 %                  |
| 4x02    | Traitement de choc         | Short Cuts                                    | France 2 | 19 août 2012                | 1.77      | 9,1 %                  |
| 4x03    | Complexe de supériorité    | Playing God                                   | France 2 | 19 août 2012                | 1.89      | 11,1 %                 |
| 4x04    | Trouver sa place           | A Better Place to Be                          | France 2 | 19 août 2012                | 1.77      | 14,7 %                 |
| 4x05    | Dedans dehors              | In or Out                                     | France 2 | 26 août 2012                | 2.09      | 9,3 %                  |
| 4x06    | À tort ou à raison         | All in the Family                             | France 2 | 26 août 2012                | 2.13      | 9,6 %                  |
| 4x07    | Cauchemar                  | Did You Hear What Happened to Charlotte King? | France 2 | 26 août 2012                | 2.12      | 12 %                   |
| 4x08    | Silence et conséquences    | What Happens Next                             | France 2 | 26 août 2012                | 1.94      | 16 %                   |
| 4x09    | Confrontations             | Can't Find My Way Back Home                   | France 2 | 1er juillet 2013            | 0.9       | 7,1 %                  |
| 4x10    | Tout à perdre              | Just Lose It                                  | France 2 | 1er juillet 2013            | 0.6       | 8,1 %                  |
| 4x11    | Reconnaissances            | If You Don't Know Me By Now                   | France 2 | 8 juillet 2013              | 0.9       | 6,4 %                  |
| 4x12    | Le Mariage                 | Heaven Can Wait                               | France 2 | 8 juillet 2013              | 0.7       | 8,1 %                  |
| 4x13    | Amour aveugle              | Blind Love                                    | France 2 | 15 juillet 2013             | 0.7       |                        |
| 4x14    | Retour à la terre          | Home Again                                    | France 2 | 15 juillet 2013             | 0.7       |                        |
| 4x15    | Deux pas en arrière        | Two Steps Back                                | France 2 | 22 juillet 2013             | 0.5       |                        |
| 4x16    | Baiser d'adieu             | Love and Lies                                 | France 2 | 23 juillet 2013             | 0.5       |                        |
| 4x17    | Dépasser les limites       | A Step Too Far                                | France 2 | 29 juillet 2013             |           |                        |
| 4x18    | Accords et désaccords      | The Hardest Part                              | France 2 | 30 juillet 2013             |           |                        |
| 4x19    | Ce qu'il nous reste        | What We Have Here...                          | France 2 | 5 août 2013                 |           |                        |
| 4x20    | Mises au ban               | Something Old, Something New                  | France 2 | 6 août 2013                 |           |                        |
| 4x21    | L'Enfant roi               | God Bless the Child                           | France 2 | 12 août 2013                |           |                        |
| 4x22    | Quelque chose doit changer | ...To Change the Things I Can                 | France 2 | 13 août 2013                |           |                        |